# Alstroemeria zoellneri
Alstroemeria zoellneri là một loài thực vật có hoa trong họ Alstroemeriaceae. Loài này được Ehr.Bayer miêu tả khoa học đầu tiên năm 1986.